# Milla Davenport
Pour les articles homonymes, voir Davenport.
Milla Davenport est une actrice américaine née le 4 février 1871 à Zurich (en Suisse), et morte le 17 mai 1936 à Los Angeles (Californie). 

## Filmographie partielle
- 1919 : Dans la tourmente (The Girl Who Stayed at Home) de D. W. Griffith
- 1919 : Papa longues jambes (Daddy-Long-Legs) de Marshall Neilan
- 1920 : The Red Lane de Lynn Reynolds
- 1920 : She Couldn't Help It de Maurice S. Campbell
- 1920 : You Never Can Tell de Chester M. Franklin
- 1921 : Why Trust Your Husband? de George Marshall
- 1922 : The Worldly Madonna de Harry Garson
- 1923 : Dulcy de Sidney Franklin
- 1924 : Le Lys rouge (The Red Lily) de Fred Niblo
- 1924 : Le Fatal Mirage (The Shooting of Dan McGrew) de Clarence G. Badger
- 1925 : Dangereuse Innocence (Dangerous Innocence) de William A. Seiter
- 1926 : L'Ombre qui descend (The Road to Glory) de Howard Hawks
- 1926 : Crazy Like a Fox de Leo McCarey
- 1927 : Le Roi des rois (The King of Kings) de Cecil B. DeMille
- 1927 : The Way of All Pants de Leo McCarey et F. Richard Jones
- 1932 : Merrily We Go to Hell de Dorothy Arzner
- 1934 : The Defense Rests de Lambert Hillyer
- 1935 : Soir de noces (The Wedding Night) de King Vidor
- 1935 : Here Comes Cookie (en) de Norman Z. McLeod